# Analiziraj ono
Analiziraj ono (eng. Analyze That) je komedija  Harolda Ramisa iz 2002., nastavak filma Analiziraj ovo. Ponovno se u glavnim ulogama pojavljuju Robert De Niro kao talijanski mafijaš i Billy Crystal kao njegov psihijatar.

## Glumci
- Robert De Niro - Paul Vitti
- Billy Crystal - dr. Ben Sobel
- Joe Viterelli - Jelly
- Lisa Kudrow - Laura Sobel
- Cathy Moriarty-Gentile - Patti LoPresti
- Frank Gio - Lou Rigazzi
- Reg Rogers - Raoul Berman
- Kyle Sabihy - Michael

## Radnja
Paul Vitti nalazi se u zatvoru Sing Sing, a pri kraju robije, ugrožen mu je život. Počinje glumiti ludilo i pjevati pjesme iz mjuzikla Priča sa zapadne strane. To privlači Bena Sobela, koji povjeruje da je Vitti uistinu poludio pa sređuje da ga puste pod njegov nadzor. Ali ubrzo Sobel shvaća kako je sve to bio Vittijev plan da izađe iz zatvora. Nakon smrti svojeg oca, ožalošćeni Sobel predloži Vittiju da nađe posao. Vitti pokušava naći legalan posao (kao prodavač auta, u draguljarnici i restoranu), ali ne uspijeva.
U isto vrijeme otkriva kako ga obitelj Rigazzi želi mrtva. Na to kaže Rigazzijevima kako je 'vani' i kako pokušava pronaći noi posao. Zapošljava se kao tehnički savjetnik na setu mafijaške TV serije. U međuvremenu, agenti FBI-ja obavještavaju Sobela da je Vitti okupio svoju staru ekipu te da možda nešto planiraju. To izaziva Sobelovu sumnju pa posjećuje Vittija, nakon čega se dvojica pronađu u automobilskoj potjeri, a Vitti uspijeva pobjeći. FBI okrivljava Sobela te mu daje 24 sata da pronađe Vittija.
Nakon što ga je locirao (preko vlastitog sina Michaela, koji sada radi kao Vittijev vozač), Sobel otkriva kako Vitti planira veliku pljačku. Pokušava odgovoriti Vittija, ali ovaj se ne da. Ekipa ukrade 20 milijuna dolara u obliku zlatnih šipki, ali ih iskoriste kako bi namjestili obitelji Rigazzi. Nakon toga je cijela obitelj Rigazzi uhićena, što sprječava mafijaški rat.

## Vanjske poveznice
- Analiziraj ono u internetskoj bazi filmova IMDb-a